# Атаев, Баммат Багавдинович
Баммат Багавдинович (Багавович) Атаев (25 февраля 1925, Батаюрт, Хасавюртовский округ, Дагестанская АССР, РСФСР, СССР — 23 февраля 2007) — кумыкский поэт, писатель-историк, драматург, публицист и журналист. По национальности — кумык.

## Биография
Родился в селе Батаюрт (ныне Хасавюртовский район) в 1925 году. Баммат Атаев окончил хасавюртовское педучилище и исторический факультет Дагестанский государственный педагогический институт. Работал учителем и директором школ, журналистом в редакции кумыкской республиканской газеты «Ленин ёлу» (рус. «Ленинский путь»). Заслуженный деятель культуры Дагестана. Член Союза журналистов СССР и России.

## Избранные произведения
- «Пламенные годы»
- «Зарево»
- «Дорогой освобождения»
- «Мои герои»
- «Младший сын шамхала» (1991)[1]
- «Солтанмут» (1995)[2]
- «Солтанмут Славный»
- «Край равнинный - Кумыкия»
- «Бойнак Великий: Экскурс в историю Уллубийавула»
- «Солтансаид»
- «Умалатбий»
- «Тарковский шамхал Адиль-герей»
- «Темирболат»
- «Тенгир терек»
- «Хронология истории кумыков»
- «Летопись Кумыкии»
- «Князь князей Мехти-бек Тарковский»
- «Сююв гьакъда»[3]
- «Анвар Гьажиевге»[3]
- «Уланым Маратгъа»[3]